# Sankt Clemens Kirke (Bornholm)
 For alternative betydninger, se Sankt Clemens Kirke. (Se også artikler, som begynder med Sankt Clemens Kirke)
Sankt Clemens Kirke eller Klemens Kirke i Klemensker på Bornholm blev bygget 1882 og afløste den middelalderlige Sct. Clemens kirke. Kirken er opført i kløvet granit. Det meste af kirkens inventar er fra denne tid. Kirkens oprindelige dekoration var udført af Johan N. Schrøder, men er malet over.
Kirken blev restaureret i 1960. Dens udsmykning er præget af bornholmsk kunst.

## Galleri
- Kirken set fra kirkegården
- Kirkens orgel
- Skibet
- Klemens Kirke tårnet

## Eksterne kilder og henvisninger
- Sogneportalen
- Danmarks kirker Arkiveret 14. august 2009 hos  Wayback Machine
- Sankt Clemens Kirke hos KortTilKirken.dk
- Sankt Klemens Kirke hos danmarkskirker.natmus.dk (Danmarks Kirker, Nationalmuseet)